# Filip Pošivač
Filip Pošivač (* 5. srpna 1986 Jilemnice) je český výtvarník a režisér animovaných filmů. V rámci své tvorby se soustředí primárně na tvorbu pro děti. Jeho knižní ilustrace získaly řadu tuzemských i zahraničních ocenění, je zapsán i v seznamu nejlepších ilustrátorů pro děti IBBY. Jeho celovečerní animovaný debut Tonda, Slávka a kouzelné světlo (2023) byl oceněn na mezinárodním festivalu animovaných filmů v Annecy.

## Život
Narodil se v Jilemnici a vyrůstal tak v prostředí Jizerských hor. V roce 2002 nastoupil na Střední uměleckoprůmyslovou školu, na níž se vyučil kovorytcem. Po ukončení studia se hlásil na VŠUP, kam však při svém prvním pokusu nebyl přijat. Na druhý pokus však již přijat byl a od roku 2006 tak studoval v Ateliéru filmové a televizní grafiky.

V rámci prvního ročníku studia navštěvoval společně se svými spolužáky natáčení celovečerního animovaného filmu Jiřího Barty Na půdě aneb Kdo má dneska narozeniny?, na což vzpomínal v rozhovoru pro festival Anifilm:
Pan Svatoš nás provázel ateliéry v budově Krátkého filmu, kde byly postavené nádherné scény, okolo „les“ lamp a všude frmol, protože to byla velká produkce. V dílnách se vyráběly nádherné věci a mně to přišlo jako prostředí, kde se můžete realizovat úplně ve všem, co vás kdy v životě bavilo. Právě tehdy jsem si uvědomil, že bych rád dělal nějakému takovému filmu výtvarníka. Animátora ne, na to jsem neměl trpělivost a vnitřní disciplínu, ale výtvarnou podobou filmu jsem se vždycky zabývat chtěl. 
Tehdejší vedoucí ateliéru, režisér animovaných filmů Jan Balej, jej zároveň podpořil v jeho zájmu v loutkové animaci. Tu uplatnil i v jeho prvním celovečerním animovaném snímku Tonda, Slávka a kouzelné světlo.
V době studia na VŠUP se ale začal věnovat také knižní ilustraci. Svou první zakázku získal díky vítězství v konkurzu nakladatelství Argo, pro nějž ilustroval knihu Pomsta hadů – mýty tchajwanských domorodců (2010). Ilustraci knih se věnuje i nadále, zaměřuje se tvorbu pro děti. Roku 2018 byl zapsán na čestnou listinu IBBY(International Board on Book for Young People) za ilustrace ke knize Kuba Tuba Tatubahn (2015) a oceněn Zlatou stuhou.

## Dílo
V rámci studia na VŠUP vzniká v roce 2008 jeho první krátký animovaný film Tisíc a jedna pohádka, který vznikl na základě básně Františka Hrubína ze sbírky Pohádky z tisíce a jedné noci (1958) (slyšet ji můžeme ve filmu v podání Hany Maciuchové) a byl kombinací loutkové a ploškové animace. Jeho následující film Cvrček a mravenci (2009) je opět založen na kombinování dvou různých prvků, tentokrát však v rovině využitých materiálů; Pošivač tu použil spojení papírových loutek a prostředí vytvořené z různých textilií, doplněné dalšími galanterními výrobky. V témže roce se podílel ještě na dvou dalších krátkometrážních snímcích či cvičeních. Tím prvním je zhruba minutový snímek Afrika, který vznikala ve spolupráci s Barborou Zadražilovou a tříminutový snímek Móda, které spoluvytvářel společnou Annou Mastníkovou a Carolyn Agis. Jako konturista a kolorista pracuje také na filmu Vlaštovky (režie Veronika Hrozinková). Mezi jeho studentskými filmy se objevuje ještě Cesta (2010) a O Tondovi, který svítil (2011).
Roku 2010 vyhrává konkurz na ilustraci knihy z nakladatelství Argo Pomsta hadů – Mýty tchajwanských domorodců. V následujících dvou letech pracuje ještě na třech titulech, tentokrát primárně určených dětem (jak tomu zůstane i u dalších titulů v dalších letech); Na štercích (2011) od Lucie Hyblerové, Nejhorší den v životě třeťáka (2011) Filipa L. a Tramvaj plná strašidel (2012) Petry Braunové. Kromě prózy se však dostal i k ilustraci básní pro děti z pera básníka Petra Borkovce – veršované leporelo Všechno je to na zahradě se mimo jiné stalo také první publikací vydanou v nakladatelství Bežíliška a byla zařazena do výboru Nejlepší knihy pro děti za rok 2013/2014.

S následující knihou se opět vrací k próze (kniha nese název Kuba Tuba Tatubahn), na níž tentokrát spolupracuje se spisovatelkou Janou Šrámkovou. Podobně jako u příběhu filmu O Tondovi, který svítil se opět příběh dotýká tématu odlišnosti a způsobech, jak ji přijmout. O spojitosti tématu knihy a získaných ocenění za její ilustrace mluvil i v rozhovoru pro Czech Design: 
Hlavním cílem IBBY je mezinárodní porozumění skrze dětskou literaturu. Jak tohle kritérium splňuje právě Kuba?  Právě důrazem na odlišnost a její oslavou. Mezi dětmi je toto téma stále aktuální a umí jej často řešit velmi otevřeně. A dokáží k sobě kvůli odlišnosti být velmi zlé. Dospělí už si umějí dávat větší pozor a jsou korektní. Kromě toho je Kubaknihou trochu záměrně nečitelnou. Předpokládám, že když ho dětem dospělí čtou, narazí společně na témata, která vyžadují zamyšlení a porozumění, dětské i dospělácké. Ilustrace, které jsem ke Kubovi vytvořil, nejsou doslovným zobrazením textu, naopak jsou mnohoznačné. Dostalo se mi k tomu i mnohých reakcí, že tomu lidé nerozumí. A za to jsem ohromně rád. Dětská kniha je dnes vnímaná jako jednoduchá kniha plná barviček a zvířátek. Tahle kniha je jiná, je spíše alternativou k mainstreamovým dětským knihám. Věci nemohou být vždycky taková dávačka, jsem rád, když při čtení lidé narazí na nějaký problém.
V roce 2015 spatří světlo světa Pošivačův do té doby největší projekt, Až po uši v mechu, který vytvářel společně se spolužačkou z UMPRUM Bárou Valeckou. Loutkový film vypráví příběh dvou lesních trnků, Bertíka a Josefky. Ti se společně starají o skupinu lesních hub, které jim ale jednoho dne začne požírat lesní rusalka, která díky nim získává vytoužený zpěvavý hlas. Na tento úspěšný krátkometrážní snímek navazuje také knihy Až po uši v mechu (Iva K. Jestřábová, Filip Pošivač a Bára Valecká, 2015) a Jak se Josífek s Jožinkou ztratil a nevěděl o tom (text Ester Stará, ilustrace Filip Pošivač, 2015) a seriál Živě z mechu (2016) na němž pracoval opět s Barborou Valeckou (i když tentokrát ne režijně).
Na jejich režijní spolupráci nicméně navazují při projektu Přes palubu! (2019), krátkometrážního snímku o Chameleonu a Kiwim, kteří se i přes vzájemné odlišnosti při hrozbě blížící se potopy spojí, aby se společně dostali na Archu a zachránili si život. Mezitím Pošivač ilustruje dvě další dětské tituly – Od žežulky k Mikuláši (2016) a V každém lese je myš, která hraje na housle (2019).
Následující kniha Dlouhá noc muzejní myši (2020), vzniká ve spolupráci se spisovatelem Radkem Malým pro Národní muzeum. Další knižní ilustrace pak vznikají pro knihu Paví očko, dobrý den! (2021) od Mileny Lukešové.
V roce 2019 vychází první tři díly Mlsných medvědích příběhů, pásmu krátkometrážních filmů pro děti, které režíruje Kateřina Karhánková a Alexandra Májová. Filip Pošivač se stal autorem celého vizuálního zpracování. Na první tři díly později naváže série dalších 23 dílů, kniha Mlsné medvědí příběhy (Milada Těšilová, 2021), Velká medvědí kuchařka (Kateřina Dvořák a Milada Těšilová, 2021) a také série videokuchařek. Obě režisérky, Pošivač a producentka Barbora Příkaská byli za sérii nominováni na cenu Český lev za nejlepší animovaný film za rok 2020, což byl historicky první rok, kdyby byla tato kategorie vyhlašována. V roce 2023 měl premiéru další díl s názvem Na pól!, který byl v kinech uváděn v pásmu se staršími díly.

Rok 2023 přináší však především premiéru prvního Pošivačova celovečerního snímku Tonda, Slávka a kouzelné světlo. Ten rozvíjí příběh svítícího Tondy a jeho kamarádky Slávky, kteří se objevili už v Pošivačově studentském snímku O Tondovi, který svítil. Tentokrát však příběh rozepsal společně s Janou Šrámkovou, s níž již spolupracoval na knize Kuba Tuba Tatubahn.
Jedenáctiletý Tonda má jedinečnou vlastnost – od narození svítí. Jeho možná až přespříliš starostliví rodiče se ho snaží držet doma, aby jej ochránili před vnějším světem. To se změní ve chvíli, kdy se před vánočními svátky do jednoho ze sousedních bytů nastěhuje Slávka, tajemná dívka, která mu obrátí svět naruby. Tonda v ní získává první opravdovou kamarádku, před kterou může odhalit fantazijní svět ve svém polštářovém bunkru. Slávka zase Tondovi ukáže zázračnou baterku. Ta svým světlem dokáže z obyčejných věcí vytvářet úžasné obrázky a kouzelné světy, které vidí pouze oni. Tím začíná jejich dobrodružné pátrání po původu záhadných chomáčků tmy, které vysávají z jejich domu sluneční světlo. Tonda, Slávka a kouzelné světlo je film o tom, jaké je to být jiný, příběhem o přátelství a fantazii, o světle a tmě.
Animovaný loutkový film vznikal v česko-slovensko-maďarské koprodukci. Uveden byl mimo jiné také na proslulém festivalu Festival international du film d'animation, ve francouzském městě Annecy, kde získal ocenění Conterchamps. V rámci českého prostředí získal snímek hned 4 nominace na Cenu české filmové kritiky. O vzniku filmu mluvil Filip Pošivač v rozhovoru pro Český rozhlas Vltava:
(...) „To je už dávno, když jsme na škole dostali za úkol vytvořit film podle vlastního námětu, tak jsem přišel na svítícího chlapce. Tento motiv má takovou silnou výpověď, že mi to potom rezonovalo ještě dál a když přišla možnost zpracovat to jako celovečerní téma, tak jsem to hned použil,“ říká a dodává: „Je to podle mého mladšího bráchy, který je zrzek. Svítí mu trošku vlásky a když byl na základní škole, tak se mu za to ve třídě smáli. Jeden čas s tím měl docela potíže, protože se nelíbil sám sobě.“

(...) Všechno, co ve filmu je, je ručně vyrobené – jedná se o klasickou loutkovou animaci. „Trávíte čas tím, že vyrábíte zmenšeniny úplně všeho možného – od rekvizit jako jsou hrníčky, nádobí… až po město. Aby se nám to město dobře vyrábělo, tak jsme vymysleli, že každý výtvarník dostane svoji vlastní čtvrť, kterou si může pojednat podle svého vkusu. Vždycky jsme si říkali – udělejme něco, kam bychom chtěli sami jet,“ popisuje Filip Pošivač.
V návaznosti na film vznikla i stejnojmenná kniha, jejíž autorkou byla taktéž Jana Šrámková a pro niž vznikaly samostatné ilustrace.
Ve stejném roce (tj. 2023) vytvořil Filip Pošivač také vizuál a znělku pro český festival animovaného filmu Anifilm, který byl v tomto roce inspirován japonskou animovanou kinematografií. Stal se také porotcem v soutěži Grant českého obzoru, který Anifilm vyhlásil vůbec poprvé ve spolupráci s Nadací PPF.

## Filmografie

### Režie
- Tisíc a jedna noc (2009)
- Móda (2009) – ve spolupráci s Annou Mastníkovou a Carolyn Agis
- Cvrček a mravenci (2009)
- Afrika (2009) – ve spolupráci s Barborou Zadražilovou
- Cesta (2010)
- O Tondovi, který svítil (2011) – motiv tohoto filmu, tedy příběh chlapce, který svítí a trpí touto svou odlišností, byl později rozpracován v Pošivačově celovečerním debutu
- Až po uši v mechu (2015) – ve spolupráci na režii s Barborou Valeckou
- Živě z mechu (2016) – seriál navazující na předchozí krátkometrážní film
- Přes palubu (2019) – ve spolupráci na režii s Barborou Valeckou
- Tonda, Slávka a kouzelné světlo (2023) – oceněno cenou Conterchamps na mezinárodním festivalu animovaného filmu v Annecy, 4 nominace na Ceny české filmové kritiky, včetně kategorie Nejlepší film a Nejlepší režie

### Spolupráce s jinými autory
- Vlaštovky (režie Veronika Hrozinková, 2009) – kontury, kolorování
- Nový druh (režie Kateřina Karhánková, 2013) – výtvarné zpracování
- Malá z Rybárny (režie Jan Balej, 2014) – výtvarná spolupráce
- Hurá na borůvky! (režie Kateřina Karhánková, 2017) – výtvarné zpracování, první díl ze série Mlsné medvědí příběhy
- Mlsné medvědí příběhy (režie Kateřina Karhánková, 2020) – výtvarné zpracování, nominace na cenu Český lev v kategorii Nejlepší animovaný film

## Výtvarná tvorba

### Knižní ilustrace
- Petr Janda, ed.: Pomsta hadů – Mýty tchajwanských domorodců, Praha: Argo, 2010
- Lucie Hyblerová: Na štěrcích, Kutná Hora: Klub rodáků a přátel Kutné Hory – Kutná Hora v Praze, 2011
- Petra Braunová: Nejhorší den v životě třeťáka Filipa L., Praha: Albatros, 2011
- Petra Braunová: Tramvaj plná strašidel, Praha: Albatros, 2012
- Petr Borkovec: Všechno je to na zahradě, Praha: Běžíliška, 2013 – jednalo se o první publikaci nakladatelství Běžíliška
- Jana Šrámková: Kuba Tuba Tatubahn, Praha: Běžíliška, 2015
- Ester Stará: Jak se Josífek s Jožinkou ztratil a nevěděl o tom, Praha: Mladá fronta, 2015
- Josef Václav Sládek, Jana Čeňková ed.: Od žežulky k Mikuláši, Praha: Pulchra, 2016
- Gina Ruck-Pauquèt: V každém lese je myš, která hraje na housle, Praha: Albatros, 2019
- Radek Malý: Dlouhá noc muzejní myši, Praha: Národní muzeum, 2020
- Milena Lukešová: Paví očko, dobrý den!, Praha: Meander, 2021
- Milada Těšilová: Mlsné medvědí příběhy, Praha: Bionaut, 2021
- Kateřina Dvořák a Milada Těšilová: Velká medvědí kuchařka, Praha: Bionaut, 2021
- Jana Šrámková: Tonda, Slávka a kouzelné světlo, Praha: Albatros, 2023